# Sergio Agüero
Sergio Leonel Agüero del Castillo (spanskt uttal: [ˈseɾxjo aˈɣweɾo]), född 2 juni 1988 i Buenos Aires, är en argentinsk före detta fotbollsspelare. Han bar namnet "Kun" på sin matchtröja som är baserat från en japansk tecknad hjälteserie från hans barndom vid namn Kum-Kum. Agüero anses allmänt vara en av de bästa anfallarna i sin generation och en av de bästa spelarna i Premier League-historien.
Agüero började sin karriär hos den argentinska fotbollsklubben Independiente. Den 5 juli 2003 blev han den yngsta spelaren att debutera i Primera División de Argentina vid en ålder av 15 år och 35 dagar, ett rekord som tidigare hölls av Diego Maradona från 1976. År 2006 flyttade Agüero till La Liga-klubben Atlético Madrid i en övergång värd 23 miljoner euro (cirka 233 miljoner kronor). Under sina år i Madrid etablerade han sig som en av de bästa unga spelarna i Europa och vann Don Balón, Tuttosport Golden Boy samt World Soccer Young Player of the Year. Agüero gjorde 101 mål på 234 matcher för Atlético Madrid och vann under åren där Uefa Europa League samt Uefa Super Cup.
Agüero flyttade till Premier League-klubben Manchester City i juli 2011 mot en rapporterad avgift på 35 miljoner euro (cirka 355 miljoner kronor). I den sista omgången av sin debutsäsong i Manchester City gjorde han ett avgörande mål i 94:e minuten för att ge klubben sin första ligatitel på 44 år. Under säsongen 2014/15 vann han Premier League Golden Boot och blev Manchester Citys meste målgörare genom tiderna i november 2017. Han var även en del av PFA Team of the Year under säsongerna 2017/18 och 2018/19. Han har gjort fjärde mest mål i Premier League-historien och är den som har gjort flest mål som icke-engelsman med sina 184 fullträffar. Agüero har även rekordet för flest hattricks i Premier League, med tolv stycken. 
På internationell nivå representerade Agüero Argentinas U20-lag när de vann Fifa U20-VM 2005 och 2007. I A-laget spelade han under OS 2008 och gjorde två mål i semifinalen mot Brasilien vilket var samma olympiska spel som Argentina vann guld i. Agüero är landets tredje största målskytt genom tiderna med sina 41 mål på 97 landskamper.

## Karriär
Agüero kom från CA Independiente, där han slog igenom när han var 15 år och 35 dagar vilket gjorde honom till tidernas yngste debutant i högsta divisionen i Argentinas fotbollshistoria.
Den 30 maj 2006 blev det officiellt att 'Kun' Agüero lämnade Independiente för Atlético Madrid för summan av 23 miljoner euro, vilket gjorde att affären var den dåvarande dyraste försäljningen av en argentinsk fotbollsspelare. Det blev Atlético Madrids dyraste värvning någonsin. Hans kontrakt med Atlético Madrid sträckte sig fram till juni 2012..
Agüero har vunnit U20-VM två gånger. Den senaste gången var sommaren år 2007. Där var han lagkapten för sitt Argentina och tilldelades priserna guldskon som turneringens bästa målskytt och guldbollen som turneringens bästa spelare. 2008 vann Agüero OS med det argentinska landslaget.
Den 27 juli 2011 rapporterades det att Agüero var i Manchester för att slutföra en övergång till Manchester City. Klubben hade tidigare lagt ett bud som rapporterades vara värt 35 miljoner pund vilket accepterades av Atlético Madrid.
Den 13 maj 2012 sköt Agüero hem titeln till Manchester City genom sitt 3-2-mål mot Queens Park Rangers i den 94:e matchminuten.
Den 25 maj 2013 förlängde Agüero sitt kontrakt med ett år vilket gjorde att kontraktet sträckte sig till år 2017.
Den 3 oktober 2015 gjorde Agüero fem mål i en 6-1-vinst mot Newcastle United, något som bara Dimitar Berbatov, Jermaine Defoe, Andy Cole och Alan Shearer lyckats med tidigare i Premier League.
Den 16 september 2017 gjorde Agüero ett hattrick i en 6–0-vinst över Watford.
Den 29 mars 2021 meddelade Agüero att han inte kommer att skriva ett nytt kontrakt med klubben efter att ha spenderat 10 år där. Därmed skulle hans kontrakt löpa ut till sommaren.
Den 31 maj 2021 presenterades Agüero av FC Barcelona där han skrev på ett tvåårskontrakt.
Den 15 december 2021 meddelade Agüero att han kommer sluta spela professionell fotboll på grund av ett hjärtproblem.

## Privatliv
Sergio Agüero är uppväxt under fattiga förhållanden i Buenos Aires förstäder. Smeknamnet "Kun" baseras på en japansk tecknad hjälteserie från hans barndom.
Agüero levde tidigare tillsammans med Diego Maradonas dotter Giannina. Förhållandet tog slut i januari 2012. De har ett barn tillsammans, Benjamin Agüero Maradona. Giannina bor i Madrid med sonen.